# تيم سميث (لاعب هوكي الجليد)
تيم سميث (بالفرنسية: Tim Smith)‏ (و. 1981  م) هو لاعب هوكي الجليد كندي، ولد في تورونتو، مركز لعبه هو وسط ‏.

## روابط خارجية
- تيم سميث على موقع دوري الهوكي الوطني (الإنجليزية)
- تيم سميث على موقع EliteProspects.com (الإنجليزية)
- تيم سميث على موقع HockeyDB.com (الإنجليزية)